# Diplycosia lancifolia
Diplycosia lancifolia är en ljungväxtart som beskrevs av Henry Nicholas Ridley. Diplycosia lancifolia ingår i släktet Diplycosia och familjen ljungväxter. Utöver nominatformen finns också underarten D. l. calvescens.